# Аэд (король Лейнстера)

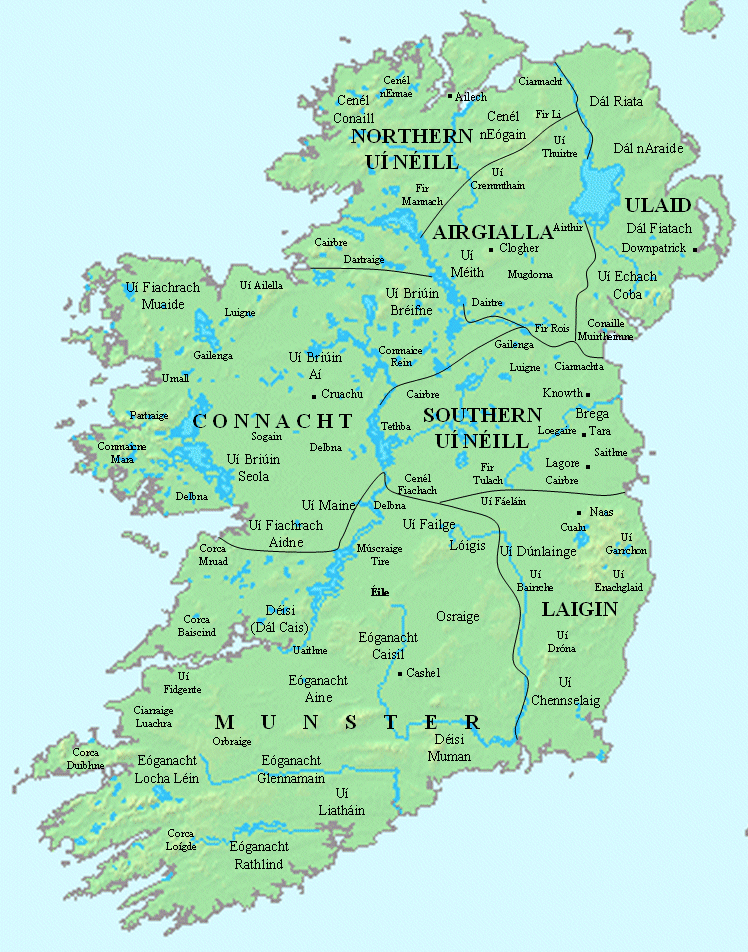
Ирландия в Раннее Средневековье

Аэд (Айд; др.‑ирл. Áed, англ. Áedh, лат. Aidus; вторая половина VI века — возможно, 638 год) — король Лейнстера (конец VI века). Предполагается, что он является одним лицом с одноимённым епископом Килдэра (около 630—638), причисленным к лику святых (дни памяти — 4 января и 10 мая).

## Биография
Средневековые исторические источники содержат очень мало информации о правителях Лейнстера VI века. В них сообщается, что после смерти короля Айлиля мак Дунлайнге лейнстерским престолом владели ещё четыре короля: Кормак мак Айлелло, Кайрпре мак Кормайк, Колман Мар и Аэд. Короли Кормак, Кайрпре и Колман называются потомками Айлиля, принадлежавшего к роду Уи Дунлайнге. Однако о том, кем был король Аэд, в трудах средневековых авторов имеется очень противоречивая информация.
Большинство средневековых источников называют преемником Колмана Мара его сына Аэда мак Колмайна. В ирландских анналах и «Лейнстерской книге» он упоминается как Аэд Керр (др.‑ирл. Cerr; Калека). Согласно сведениям этих источников, Аэд мак Колмайн унаследовал власть над Лейнстером после гибели своего отца в 575 году. В «Анналах четырёх мастеров» смерть самого Аэда Керра датируется 591 годом, а в «Анналах Тигернаха» — 593 годом, в то время как в «Лейнстерской книге» сообщается, что он правил двенадцать лет. На основании данных свидетельств кончину этого лейнстерского монарха некоторые историки относят или к 591, или к 595 году. В то же время, исследователи высказывают сомнения в надёжности приведённых в анналах дат лейнстерских событий VI века. Это вынуждает ряд современных историков не давать точную датировку правлений королей Лейнстера этого времени.
Несмотря на эти свидетельства, некоторые историки считают сведения анналов о смерти короля Аэда Керра ошибочными. По их мнению, этого лейнстерского правителя следует идентифицировать с упоминаемым в агиографической литературе святым Аэдом Чёрным, названным так, вероятно, за тёмный цвет своего лица. По месту своей церковной деятельности этот святой известен также и как Аэд Килдэрский. Предполагается, что в анналах вместо записей о смерти короля Аэда Керра должны были находиться сведения о его отречении от престола. По свидетельству житий нескольких ирландских святых, Аэд Чёрный был сыном короля Колмана и братом короля Фаэлана. После смерти отца он взошёл на лейнстерский престол, однако в 591 или 592 году отрёкся от него. Аэд удалился в Килдэрское аббатство, где подвизался в течение сорока восьми лет, сначала как простой монах, затем как аббат, а в конце жизни (примерно с 630 года) и как «королевский епископ Килдэра и всего Лейнстера». В анналах смерть Аэда Чёрного датируется 638 годом. В «Мартирологе Таллахта» днём его кончины названо 4 января, а в некоторых других календарях святых — 10 мая. Запись о смерти Аэда — первое упоминание Килдэрского аббатства в ирландских анналах.
Однако кроме источников, связывающих короля Аэда с родом Уи Дунлайнге, в средневековых текстах присутствует и другие данные о происхождении этого правителя Лейнстера. Согласно нескольким источникам, после смерти Колмана Мара престол Лейнстера перешёл к Аэду Дибхине. О нём почти ничего неизвестно, кроме его семейных связей. Сообщается, что он принадлежал к родственной Уи Дунлайнге семье Уи Майл. Его отцом был Сенах Дибех, а сыновьями — Ронан Крах, Тока и Кримтанн мак Аэдо. Последний из них так же занимал престол Лейнстера.
О том, кто из двух Аэдов — Аэд Дибхине или Аэд Керр (Аэд Чёрный) — был в действительности преемником Колмана Мара на престоле Лейнстера, среди современных историков идут дискуссии. Ряд исследователей считает, что это был Аэд Керр (или Аэд Чёрный), так как большинство средневековых источников однозначно называют этого монарха и епископа представителем рода Уи Дунлайнге. Другие историки настаивают, что правильными являются сведения о короле Аэде Дибхине. Они считают, что данные о правлении в Лейнстере в VI веке только представителей рода Уи Дунлайнге могут быть недостоверными. По их мнению, сведения о лейнстерских правителях этого времени были сознательно искажены средневековыми авторами, стремившимися возвеличить представителей рода Уи Дунлайнге, оказывавших им покровительство.
Преемником короля Аэда на престоле Лейнстера был Брандуб мак Эхах из рода Уи Хеннселайг.